# Миодраг Радовановић
Миодраг Радовановић Мргуд (Чачак, 20. август 1929 — Београд, 14. јануар 2019) био је српски глумац.

## Биографија
Миодраг Радовановић је био друго дете Војислава и Живане Радовановић. Отац Војислав је дуго био власник хотела „Српски краљ” у Чачку све до своје смрти половином тридесетих година 20. века, када је управљање хотелом преузела његова супруга Живана. Хотел је радио до немачке окупације 1941. године. Од мајке Живане, Миодраг је наследио дар за глуму што је касније постала и његова професија. Основну школу је завршио у Чачку, а гимназију у Краљеву. Из Краљева, Миодраг је отишао за Београд где је студирао славистику и агрономију. Завршио је Позоришну академију, касније преименовану у Факултет драмских уметности у Београду у класи проф. Мате Милошевића. Први ангажман у позоришту је добио још као студент 1952. у Југословенском драмском позоришту у Београду, где је остао „на даскама“ све до пензије. Но, као и сваки расан глумац, Миодраг је наставио да игра истим интензитетом и жаром од 1956. када је постао стални члан драме, све до смрти 2019. године.
Надимак „Мргуд“ добио је још у основној школи када га је другар тако назвао због неке несугласице. Тај надимак носио је читавог живота. Миодраг је говорио руски и немачки. Са супругом Радмилом Велицки-Радовановић има сина Растка (рођ. 1961). Миодраг и Радмила су били у браку од 1959. године све до његове смрти.
Радовановић се бавио педагошким радом као асистент на Факултету драмских уметности Универзитета уметности у Београду, код професора Мате Милошевића, а предавао је глуму у Балетској школи Лујо Давичо.
Преминуо је 14. јануара 2019. године, а сахрањен 19. јануара у Алеји заслужних грађана на Новом гробљу у Београду.

## Награде и признања
- Вукова награда за „резултате остварене у стваралачком раду на ширењу културе, образовања и науке у Републици Србији и на свесрпском културном простору."[5]
- Златни ловоров вијенац за улогу у представи Весели дани или Тарелкинова смрт, Интернационални театарски фестивал МЕСС, Сарајево, 1974.[3]
- Награда „Сребрна Арена“ за улогу Шицера у филму и ТВ серији Салаш у Малом Риту, Филмски фестивал у Пули, Пула, 1976.
- Велика повеља Фестивала глумачких остварења Филмски сусрети за улогу Шицера у филму и ТВ серији Салаш у Малом Риту, 1976.[3]
- Глумац године по избору читалаца ТВ Ревије.
- „Орден заслуга за народ са златним венцем“, Београд, 1977.
- Награда Раша Плаовић за улогу у позоришној представи Јанез, Београд 1999[6]
- Награда „Ардалион“ за три епизодне улоге у Млетачком трговцу, Југословенски позоришни фестивал, Ужице, 2004.[3]

## Улоге
| Год.       | Назив                                          | Улога                                   |
| ---------- | ---------------------------------------------- | --------------------------------------- |
| 1950-е     |                                                |                                         |
| 1957.      | На крају пута                                  | Иван Брлек                              |
| 1960-е     |                                                |                                         |
| 1960.      | Силан човек                                    |                                         |
| 1961.      | Мица и Микица                                  |                                         |
| 1961.      | Уочи одласка вечерњег воза                     |                                         |
| 1962.      | Сектор Д                                       |                                         |
| 1962.      | Кишобран, освета и узица                       |                                         |
| 1963.      | Одмазда                                        |                                         |
| 1963.      | Кобна плочица (ТВ)                             |                                         |
| 1964.      | Позориште у 6 и 5 (ТВ серија)                  | Мргуд                                   |
| 1964.      | Лутање једне душе                              |                                         |
| 1965.      | Маестро                                        |                                         |
| 1967.      | Јегор Буличов (ТВ                              | Доктор                                  |
| 1967.      | Браћа и сестре (ТВ)                            | Артур                                   |
| 1968.      | Продајем стара кола                            |                                         |
| 1968.      | На рубу памети                                 | Синек                                   |
| 1968.      | Стубови друштва (кратак филм)                  |                                         |
| 1968.      | Прљаве руке                                    |                                         |
| 1968.      | Вукадин (ТВ Серија)                            |                                         |
| 1969.      | Донатор                                        | управник Народног музеја                |
| 1969.      | Служавка                                       | Кор                                     |
| 1969.      | Чудесан свет Хораса Форда                      |                                         |
| 1970-е     |                                                |                                         |
| 1970.      | Јепе брђанин (ТВ)                              |                                         |
| 1970.      | Француски без муке (ТВ)                        |                                         |
| 1971.      | Чедомир Илић                                   | митрополит                              |
| 1971.      | Капетан из Кепеника                            |                                         |
| 1971.      | Песникова писма                                |                                         |
| 1971.      | Халелуја                                       |                                         |
| 1971.      | Нирнбершки епилог                              | Јоахим фон Рибентроп                    |
| 1972.      | Афера недужне Анабеле                          |                                         |
| 1972.      | Розенбергови не смеју да умру                  | инспектор 1                             |
| 1972.      | Пораз (ТВ филм)                                |                                         |
| 1972.      | Смех са сцене: Југословенско драмско позориште |                                         |
| 1972.      | Ћелава певачица                                | господин Смит                           |
| 1972.      | Лица                                           |                                         |
| 1972.      | Дамон (ТВ)                                     | Доситеј Обрадовић, наратор              |
| 1972.      | Женски разговори                               |                                         |
| 1973.      | Они лепи рођендани                             |                                         |
| 1973.      | Диогенес                                       |                                         |
| 1973.      | Последњи                                       |                                         |
| 1973.      | Апотекар, блудница и велики доктор             |                                         |
| 1974.      | Петао није запевао                             |                                         |
| 1974.      | Наши очеви                                     |                                         |
| 1974.      | Против Кинга                                   | Кондуктер                               |
| 1974.      | Димитрије Туцовић (ТВ серија)                  | Милорад Поповић                         |
| 1975.      | Салаш у Малом Риту (ТВ серија)                 | Георг Шицер                             |
| 1975.      | Крај недеље                                    | Директор штампарије                     |
| 1975.      | Андесонвил - Логор смрти                       |                                         |
| 1975.      | Суђење (ТВ)                                    | Филип Бериган                           |
| 1975.      | Отписани                                       | Инжењер Ристић                          |
| 1976.      | Салаш у Малом Риту (филм)                      | Георг Шицер                             |
| 1976.      | Грешно дете                                    | учитељ                                  |
| 1976.      | Одликаши (серија)                              | отац                                    |
| 1976.      | У бањи једног дана                             |                                         |
| 1976.      | Човек који је бомбардовао Београд              | генерал Фриц Најдхолд                   |
| 1976.      | Грлом у јагоде                                 |                                         |
| 1977.      | 67. састанак Скупштине Кнежевине Србије        | поп Ђуричковић                          |
| 1977.      | Црни дани                                      |                                         |
| 1977.      | Никола Тесла                                   | Бечелор                                 |
| 1977.      | Мирис пољског цвећа                            | директор телевизије                     |
| 1978.      | Случај у трамвају                              | Предраг                                 |
| 1978.      | Томо Бакран                                    | Липовац                                 |
| 1978.      | Шпански захтев                                 | Хуан де Аранда Салазар                  |
| 1979.      | Књига другова                                  |                                         |
| 1979.      | Слом                                           | Ваздухопловни пуковник Петар Вукчевић   |
| 1979.      | Прва српска железница                          | Милан Ђ. Милићевић                      |
| 1979.      | Приповедања Радоја Домановића                  | Милован Глишић                          |
| 1980-е     |                                                |                                         |
| 1980.      | Два сандука динамита                           |                                         |
| 1980.      | Београдска разгледница 1920                    | директор Драгић Распоповић              |
| 1980.      | Луде године 2                                  | професор                                |
| 1980.      | Пролеће живота                                 |                                         |
| 1980.      | Сплав медузе                                   | индустријалац                           |
| 1981.      | Ламент над Београдом                           |                                         |
| 1981.      | Бановић Страхиња                               | Бановић Страхиња (глас)                 |
| 1981.      | Светозар Марковић                              | Шандор Радовановић                      |
| 1982.      | Далеко небо                                    | Пуковник Милић                          |
| 1982.      | Сабињанке                                      | инспектор полиције                      |
| 1982.      | Смрт господина Голуже                          | Симеон (глас)                           |
| 1982.      | Живот и прича                                  |                                         |
| 1983.      | Имењаци (ТВ серија)                            |                                         |
| 1983.      | Лицем у лице у Напуљу                          | Вилијам Дикин                           |
| 1983.      | Последње совуљаге и први петли                 | Јован Орловић, министар                 |
| 1983.      | Карађорђева смрт                               | Марашли Али-паша                        |
| 1984.      | Џогинг                                         | Адам                                    |
| 1984.      | Не тако давно                                  |                                         |
| 1984.      | Велики таленат                                 | Декан Академије                         |
| 1984.      | Варљиво лето '68                               | председник суда Мицић                   |
| 1984.      | Варљиво лето ’68 (ТВ серија)                   | председник суда Мицић                   |
| 1984.      | Амбасадор                                      | Владо Милковић                          |
| 1985.      | Црвена барака                                  |                                         |
| 1985.      | Двоструки удар                                 | Капетан Липке                           |
| 1985.      | Оркестар једне младости                        |                                         |
| 1986.      | Смешне и друге приче (ТВ серија)               | Живко Мараш, писац                      |
| 1986.      | Одлазак ратника, повратак маршала              | генерал Жданов                          |
| 1986.      | Мис                                            | Цвекла                                  |
| 1986.      | Врење (ТВ)                                     | Аугуст Цесарец                          |
| 1986.      | Мајмун у трамвају                              |                                         |
| 1987.      | Погрешна процена                               | ректор универзитета Драгослав Јовановић |
| 1987.      | Лагер Ниш                                      | Душан Зарић                             |
| 1987.      | Надвожњак                                      |                                         |
| 1987.      | Место сусрета Београд                          | Мартин де Грот (глас)                   |
| 1987.      | Бољи живот                                     | Ивин колега                             |
| 1987.      | Вук Караџић                                    | Доситеј Обрадовић                       |
| 1988.      | Инат                                           |                                         |
| 1988.      | Загубљен говор (ТВ серија)                     |                                         |
| 1988.      | Роман о Лондону (серија)                       |                                         |
| 1988.      | Четрдесет осма — Завера и издаја               | Лаврентијев                             |
| 1988.      | Балкан експрес 2                               | Пуковник Либек                          |
| 1989.      | Бој на Косову                                  | Спиридон                                |
| 1989.      | Свет                                           | Сима Јеремић - чиновник у пензији       |
| 1989.      | Балкан експрес 2                               | Пуковник Улрих фон Либек                |
| 1990-е     |                                                |                                         |
| 1990.      | Сумњиво лице                                   | Жика - писар                            |
| 1990.      | Ваљевска болница                               | доктор Николај Максимовић-Сергејев      |
| 1990.      | Колубарска битка                               | Никола Пашић                            |
| 1990.      | Заборављени                                    | Вулић                                   |
| 1990.      | Иза зида                                       | Рајко                                   |
| 1990.      | Гле, Срби                                      |                                         |
| 1991.      | Најтоплији дан у години                        | Професор                                |
| 1992.      | Повратак Вука Алимпића                         | Иван, Маријин муж                       |
| 1992.      | Слике из живота Вука Караџића                  |                                         |
| 1993.      | Рај (ТВ)                                       | Мајоров гост на ручку                   |
| 1993.      | Коцкар                                         |                                         |
| 1994.      | Театар у Срба                                  | Јован Кнежевић                          |
| 1993—1994. | Срећни људи                                    | Генерални директор Шљивић               |
| 1995.      | Наслеђе                                        |                                         |
| 1995.      | Крај династије Обреновић                       | Константин Думба                        |
| 1997.      | Рођени сјутра                                  | Доктор                                  |
| 1998.      | Досије 128                                     | друг Јасни                              |
| 1998.      | Кнез Михаило                                   |                                         |
| 1998.      | Породично благо                                | Рушкин отац                             |
| 1999.      | Небеска удица                                  | комшија зналац                          |
| 2000-е     |                                                |                                         |
| 2000.      | Сенке успомена                                 | помоћник режисера                       |
| 2002.      | Приче о речима (ТВ серија)                     |                                         |
| 2003.      | Илка                                           | Стевча Михајловић                       |
| 2003.      | Живот је марш                                  |                                         |
| 2006.      | Где цвета лимун жут (документарац)             | Војвода Радомир Путник                  |
| 2007.      | Љубав, навика, паника                          | стари политичар                         |
| 2007.      | Маска                                          | Патријарх Јосиф Рајачић                 |
| 2008.      | Краљевина Србија                               | Професор Леополд фон Ранке              |
| 2008.      | Заборављени умови Србије                       | Милутин Миланковић                      |
| 2007—2008. | Вратиће се роде                                | Деша Инхоф                              |
| 2008.      | Последња аудијенција                           | стари Никола Пашић                      |
| 2009.      | Moj рођак са села                              | Пуковник Стрецки                        |
| 2009.      | Горки плодови                                  | Страхиња Тимотијевић                    |
| 2009.      | Оно као љубав                                  | Мргуд                                   |
| 2010-е     |                                                |                                         |
| 2010.      | Село гори, а баба се чешља                     | власник плаца                           |
| 2012.      | Шешир професора Косте Вујића                   | станодавац                              |
| 2012.      | Монтевидео, Бог те видео! (ТВ серија)          | професор медицине                       |
| 2013.      | Шешир професора Косте Вујића (ТВ серија)       | станодавац Ивковић/чича на гробљу       |
| 2014.      | Стојте галије царске                           | фелдмаршал Аугуст фон Макензен          |
| 2016.      | Име: Добрица, презиме: непознато               | Никола                                  |
| 2017.      | Мамини синови                                  | стриц Арсеније                          |